# Płaskowyż Amerykański
Płaskowyż Amerykański (ang. American Highland) – rozległy region w środkowej części Antarktydy Wschodniej, położony między Ziemią Enderby a Ziemią Wilkesa, na wschód od Lodowca Lamberta, w głąb lądu od Wybrzeża Ingrid Christensen. Pokryty równinnym lądolodem, który wznosi się na wysokość 2000–3000 m. Obszar odkryty i nazwany w 1939 roku przez Lincolna Ellswortha.